# Ernst Zägel
Ernst Zägel (Marpingen, 5 marzo 1936 – Marpingen, 23 aprile 2020) è stato un calciatore tedesco, di ruolo attaccante.

## Carriera

### Nazionale
Con la nazionale della Saar collezionò una presenza senza segnare nessuna rete.